# アーマードバトル

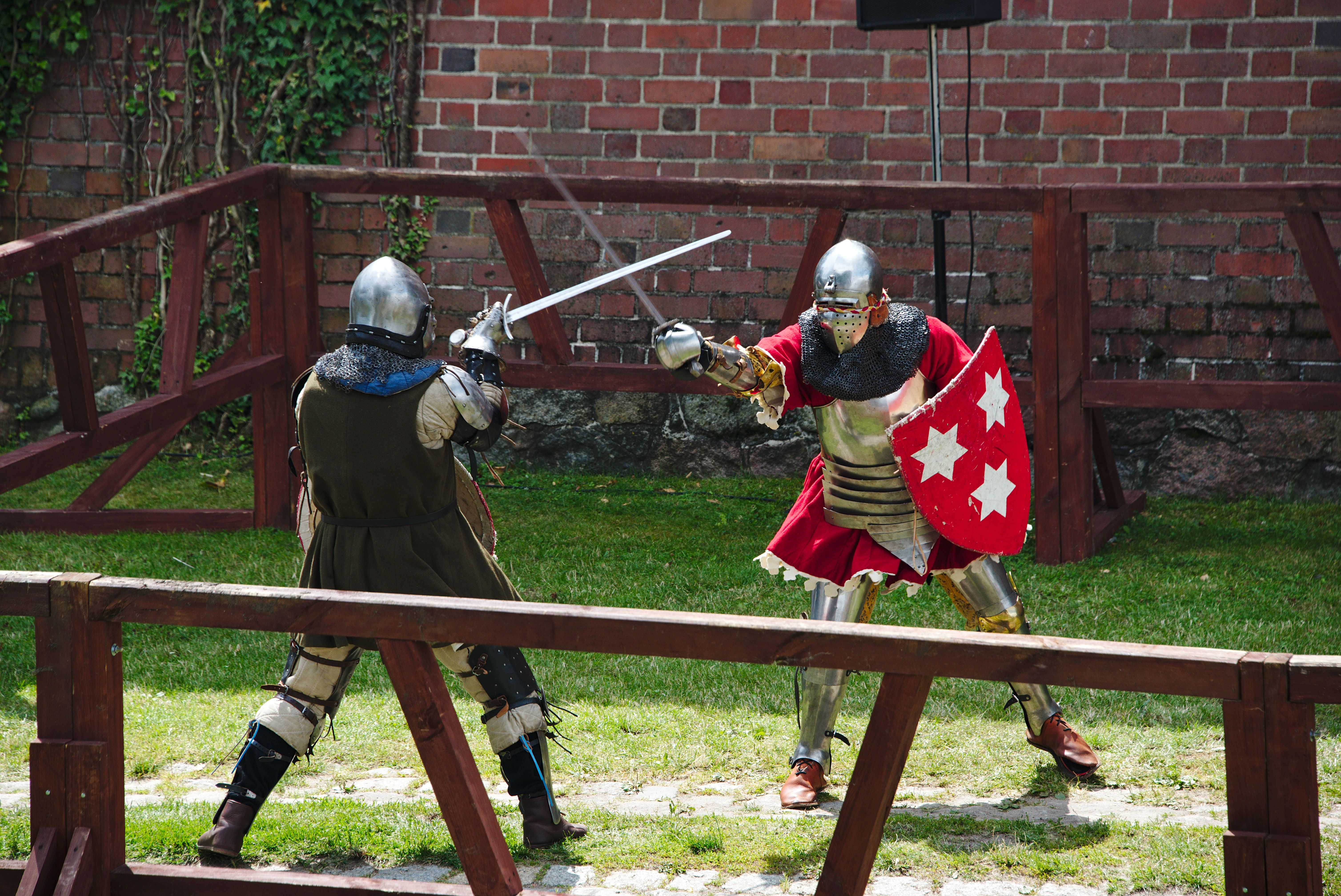
ポーランド、マルボルク城の中世騎士決闘の再現（2019年7月21日）。
※本項アーマードバトルの試合風景ではないことに留意。

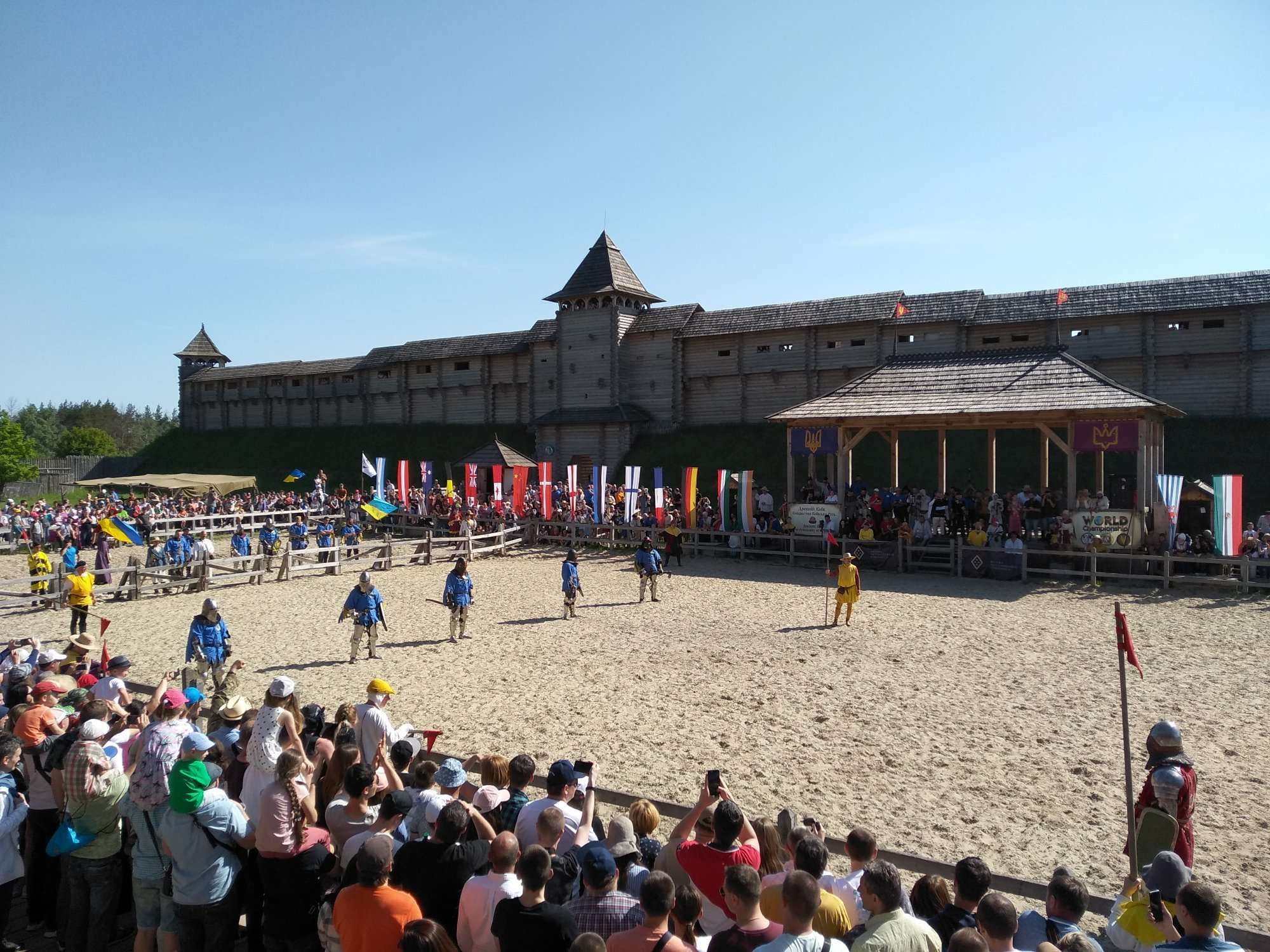
ウクライナのキエフ大公国公園で行われた国際中世戦闘連盟 (IMCF)主催のアーマードバトル国際大会（2019年7月27日）。

アーマードバトル（英: armored battle）は、かつて14世紀から15世紀の中世後期ヨーロッパに実在した鎧を、デザインや材質など、可能な限り史実に忠実に再現し、ギャンベゾンの上にこれを装備して戦うスポーツである。

## 概要
中世後期当時のヨーロッパ騎士たちが戦闘の練習としておこなった試合形式のゲームは、その当時からルールとして突きが禁止され、刃のついていない武器などを使っており、それ専用の甲冑やヘルムも存在し、まさしく今日のスポーツであった。アーマードバトルは、この中世の戦闘練習試合を現代に再現しているともいえる。
ただし、中世当時と異なるのは、安全基準を満たせば日本や中国などの甲冑、武器も認められる点である。

## 大会・組織
国際中世戦闘連盟 (IMCF)主催でアーマードバトル国際大会が開催されている。試合は個人戦（Duel:デュエル）と団体戦（Melee:メーレー）に分けて行われる。
日本国内には日本アーマードバトル・リーグが存在する。そこで行われるバトルには、ポールウェポン、ロングソード、ソードといった競技用のツールを使用するが、これらには、日本の法律とリーグの安全規格にのっとり、素材や重量、エッジの丸みなど、厳格な規準が課せられている。